# Zúñiga

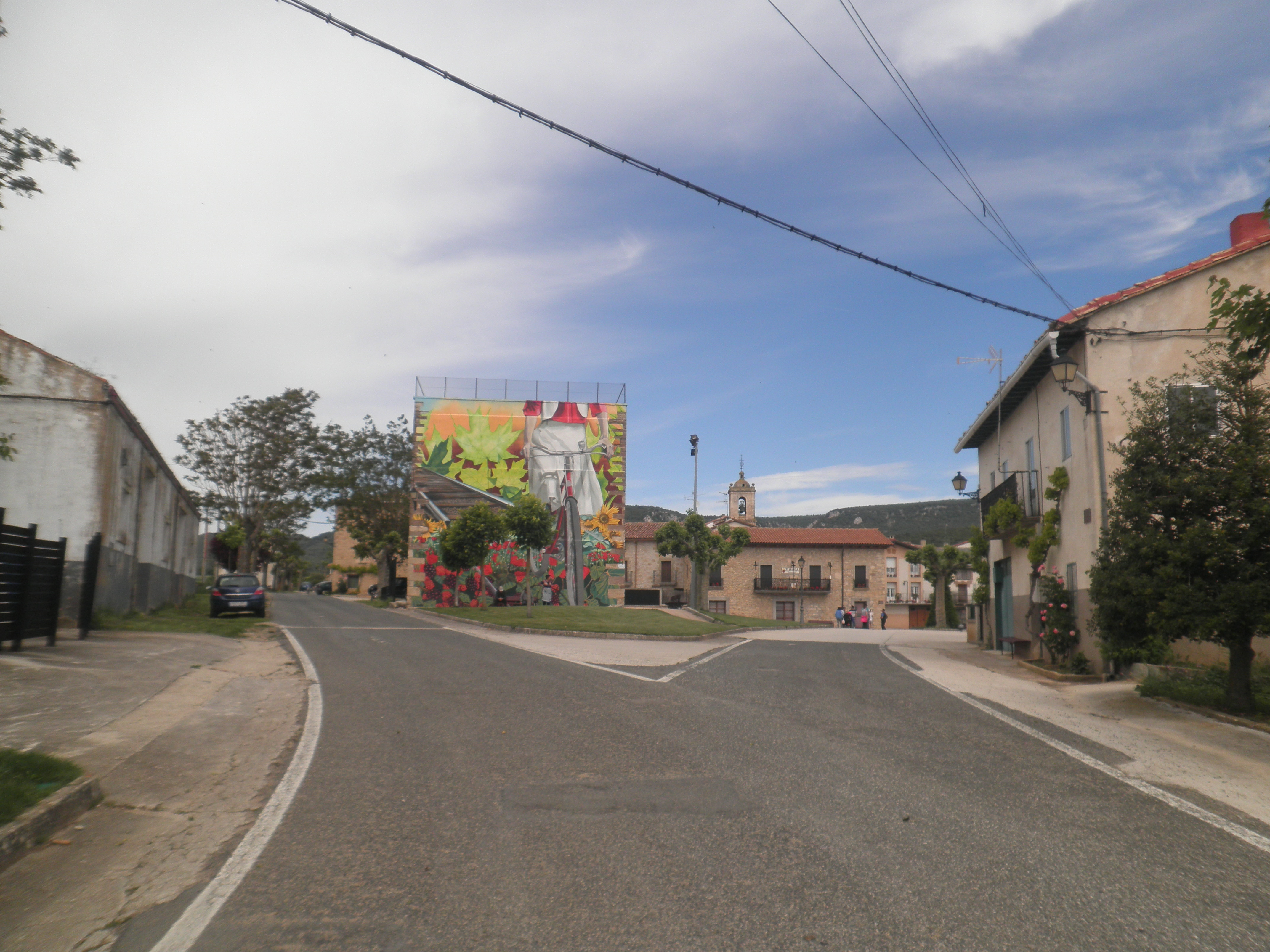
Entrada a Zúñiga desde el Frontón

Zúñiga (en euskera Zuñiga según Euskaltzaindia y Eztuñiga tradicionalmente) es una villa y municipio español de la Comunidad Foral de Navarra, situado en la merindad de Estella, en la comarca de Estella Oriental y a 68 km de la capital de la comunidad, Pamplona. Su población en 2020 fue de 99 habitantes (INE).

## Toponimia
El actual topónimo Zúñiga surge ya en la Edad Moderna como una evolución de variantes más antiguas que se han conservado en textos medievales. Estas variantes conservadas son Eztuniga (1102), Uztuniga (1203), Beztunica, Beztvnicha, Buztunica, Estuniga (1350) y Eztuyniga (1366).
La evolución desde estas formas antiguas al moderno topónimo se debió principalmente a un fenómeno fonético (evolución st-> ç) que fue analizado y explicado por el filólogo navarro Amado Alonso en un artículo que escribió en 1947. El filólogo comparó la evolución en español de topónimos de origen árabe donde el fonema st originario se había transformado en ç y estableció una comparación con varios topónimos navarros de origen vasco que en español habrían sufrido la misma transformación, entre ellos el de Zúñiga. El paso de esas formas antiguas al topónimo moderno habría sido producido probablemente por la sustitución del vasco por el castellano como idioma común de la localidad.
La etimología exacta del topónimo aún es incierta. Se le suele relacionar con la palabra vasca estune, que significa 'estrechamiento, lugar estrecho', lo cual es plausible si se tiene en cuenta que el canal o valle del río Ega, a su paso por Zúñiga, sufre un notorio estrechamiento. Sin embargo, esta explicación etimológica no deja de mostrar problemas; por ejemplo no es válida la aparentemente obvia etimología estune-Ega 'estrechamiento del Ega', ya que esta forma no es correcta en vasco, donde la expresión debería construirse al revés (Ega-estune). En todo caso, insignes filólogos como Julio Caro Baroja o Ricardo Ciérbide han defendido una etimología basada en estune o un término dialectal parecido. Caro Baroja suponía como origen la expresión iztun-aga, que significaría en lengua vasca 'lugar del estrechamiento'. Pero esta propuesta no es capaz de explicar algunas características de las variantes antiguas del nombre, como la i que aparece siempre enclavada entre la supuesta raíz del nombre y el supuesto sufijo y la b que aparece en algunas variantes al comienzo, y además obliga a suponer la existencia de uztun como variante dialectal de iztun, a pesar de no estar documentada. Finalmente, Mikel Belasko esboza tentativamente otra hipótesis, según la cual el topónimo podría estar formado por un nombre propio seguido del sufijo -(i)ka.
Según la Real Academia de la Lengua Vasca el topónimo en lengua vasca de la localidad es Zuñiga. Inicialmente adscrita a la zona no vascófona por la Ley Foral 18/1986, en junio de 2017 el Parlamento navarro aprobó el paso de Zúñiga a la Zona mixta de Navarra mediante la Ley foral 9/2017.
El gentilicio de los habitantes de Zúñiga es zuñigués. También reciben el apodo de cachuelos, que es el nombre de un pez que se cría en las aguas del río Ega.

## Geografía
Villa que pertenece a la Zona Media occidental de Navarra, en la Merindad de Estella, en tierras del alto Ega limitando con Álava al oeste y noroeste (Santa Cruz de Campezo, y Valle de Arana), al norte y noreste con el Valle de Lana y la ladera de Santiago de Lokiz, al sur por el río Ega y la Sierra de Codés y al sureste con la Berrueza (Acedo,Mendaza). La mayor parte del territorio está compuesto por calizas y calcarenitas del cretácico superior.

## Historia

#### Estación paleolítica
En 1924, P. Wernert clasificó diversas cuarcitas encontradas en las terrazas del río Ega, en término de Zúñiga, como correspondientes al período del Paleolítico Inferior.

#### Vestigios romanos
En la década de los ochenta, del siglo veinte, fue hallado en una huerta del casco urbano un fragmento de estela funeraria romana, que conserva la mayor parte del campo epigráfico y de la decoración.

#### Tierra de Campezo
Primitivamente y dentro de la monarquía navarra, Zúñiga perteneció -con la Tierra de Campezo- a Álava. Tuvo un monasteriolo, bajo la advocación de San Martín, que fue donado a Leyre, al que perteneció hasta 1192. Al segregarse Álava de Navarra en 1200, Zúñiga permaneció en el Reino de Navarra. Enmarcada en la campaña de reforzamiento de la nueva frontera que, con motivo de la separación, se formó con Castilla, Juana I dio fueros a la villa en 1278. Tras su fortificación, pasó a ser importante plaza fronteriza.

#### Señorío de los Zúñiga
En 1379 Carlos II de Navarra dio en señorío la villa a Diego López de Zúñiga, con las pechas ordinarias, bailío, calonias y homicidios, reservándose el rey la jurisdicción y la pecha de los judíos. En 1394, Carlos III la entregó al mayordomo del rey de Castilla que se había hecho feudatario del rey navarro. Aunque en 1450 le sería devuelta a Iñigo Ortiz de Zúñiga, en 1430, habiendo los titulares del señorío Juan e hrigo de Abriga "abandonado el servicio de Navarra", como dice Yanguas, "y pasado al de Castilla", fueron despojados por Juan II del señorío, y entregado este al Alférez Carlos de Beaumont.

#### En el bando agramontés
Zúñiga siguió el partido del rey Juan II contra su hijo el príncipe de Viana, por lo que sus habitantes fueron robados, rescatados y destruidos por los enemigos, en cuya consideración el rey les redujo en 1460 la cuota de 10 florines que pagaba por cada cuartel a 5 perpetuamente. En tiempo del rey Francisco Febo, la villa envió varios privilegios originales con ciertos vecinos para presentarlos a las Cortes y al Consejo; pero habiendo sido asaltados por las gentes de Juan de Beaumont, y llevados a la fortaleza de Dicastillo, les quitaron y rompieron los privilegios.

#### Buena Villa
Obtuvo el título de Buena Villa con asiento en Cortes, el 12 de febrero de 1482, lo que sería confirmado por doña Catalina en 1484 y por Fernando el Católico en 1514. Desde la anexión (1512) por este último de Navarra figuró como una de las universidades con asiento en Cortes. Sus diputados se sentaban junto a los de Pamplona, Estella, Tudela, Sangüesa, Olite, Aoiz, Viana, Monreal, Tafalla, Aguilar, Cáseda, Uharte, Villaba, Mendigorria, Torralba, Lesaka, Corella y Lakuntza, y junto a los representantes de los brazos militar y eclesiástico. En 1561, tras ciertas disputas surgidas entre las poblaciones con asiento en Cortes sobre el orden de colocación, le fue asignado a Zúñiga el puesto detrás de Villaba y antes de Cascante.

#### En la Solana
Pese a ser Buena Villa, continuó Zúñiga asistiendo a las Juntas del valle de La Berrueza hasta fines del siglo XVII. En el XVIII figura incluida en el valle de La Solana, a pesar de que se encuentra distante de Zúñiga, probablemente por eseto se separó de él en 1796.

#### Francesada
Durante el mes de junio de 1812, tuvo lugar un combate entre guerrilleros de la división de Francisco Espoz y Mina y una columna francesa, mandada por el general barón d'Arquieu. El general francés resultó herido de un balazo y su segundo, herido también durante este combate, fue a morir al pueblo de Armañanzas.

#### Trienio liberal
Con las reformas municipales de 1822-23, fue separada de Navarra y adscrita a la provincia de Álava. En 1823, al abolir Fernando VII toda la legislación del Trienio, volvió a Navarra.

## Economía
El 18 de junio de 1958 se fundó la Cooperativa Agrícola Santa María, con carácter pionero, fue creada la primera cooperativa agrícola de España. En ese mismo año se había terminado la concentración parcelaria, que afectó a 296 Ha y 63 propietarios; las 1.218 parcelas hasta entonces existentes quedaron reducidas a 233. Fue creada por el párroco de la localidad, Florentino Ezcurra. Teófilo Ibáñez fue elegido como primer presidente. En 1960 se componía por 41 socios.

## Demografía
Zúñiga cuenta con una población de 82 habitantes (INE 2024).

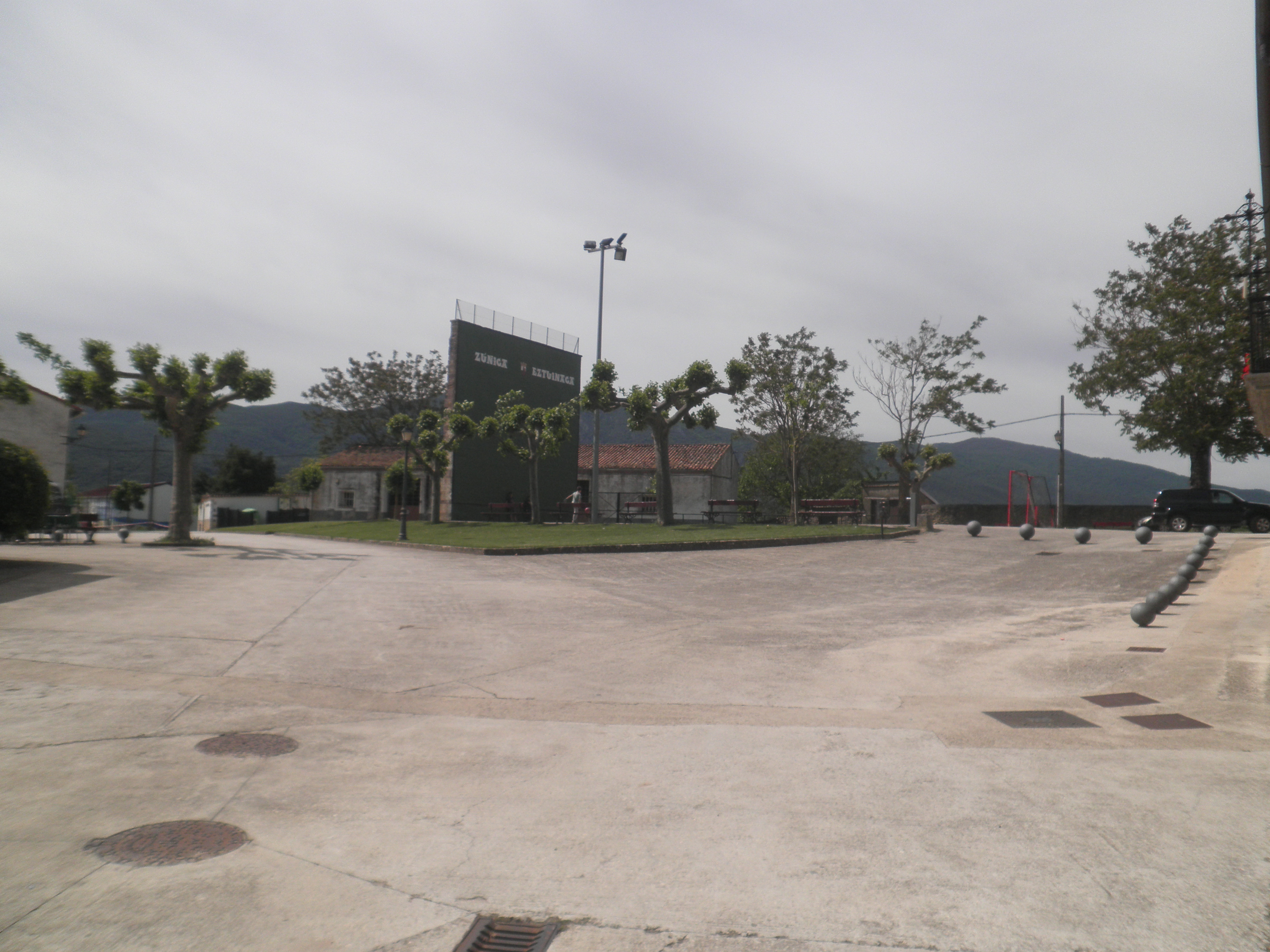
Frontón municipal, en la plaza del Ayuntamiento

| Gráfica de evolución demográfica de Zúñiga entre 1842 y 2021                                                        |
| |
| Población de derecho según los censos de población del INE Población de hecho según los censos de población del INE |

### Transporte y comunicaciones
Zúñiga es el primer pueblo navarro accediendo desde la carretera Vitoria-Estella (A-132) desde Santa Cruz de Campezo y Orbiso y el último si se accede por la NA-132-A desde Acedo.
La forma más sencilla de acceder es por la carretera antes mencionada, una vez se llega al cruce se toma la salida a la izquierda si se accede del lado alavés y la de la derecha si se accede del lado navarro.
Desde que quedase inaugurado el ramal de Estella del Ferrocarril Vasco-Navarro, Zúñiga contó con estación propia a las afueras del pueblo hasta la suspensión de la línea en 1967. Posteriormente, el tren fue sustituido por una línea de autobús que conectaba la capital alavesa con Estella.
Los servicios a Zúñiga en autobús son más bien escasos, puesto que se corresponden con los mismos servicios que el autobús de Vitoria realiza a Estella, apenas hay de media unos tres autobuses diarios (en dirección Vitoria-Estella y viceversa). El servicio actual lo gestiona la red de transporte interurbano de la Diputación Foral de Álava, llamado Álava Bus; la línea que llega a Zúñiga es la 6 y la parada está ubicada en el cruce que da acceso a la localidad.
También puede llegarse a la localidad desde la capital alavesa a través de la línea Vitoria-Calahorra, que además conecta con otros pueblos de la comarca como Los Arcos o Lodosa.

## Administración y política
Está integrado en la Mancomunidad de Montejurra y en la Agrupación de Municipios de Lana, Piedramillera, Zúñiga, Mues y Sorlada. Pertenece al partido judicial de Estella.

### Gobierno municipal
| Periodo   | Nombre                              | Partido                        |
| --------- | ----------------------------------- | ------------------------------ |
| 2003-2007 | José Manuel González Ruiz de Zuatzu | Indep.                         |
| 2007-2011 | José Manuel González Ruiz de Zuatzu | AEZ                            |
| 2011-2015 | Pedro María Oteiza Díaz             | Candidatura Unitaria de Zúñiga |

#### Evolución de la deuda viva municipal
El concepto de deuda viva contempla solo las deudas con cajas y bancos relativas a créditos financieros, valores de renta fija y préstamos o créditos transferidos a terceros, excluyéndose, por tanto, la deuda comercial.
| Gráfica de evolución de la deuda viva del ayuntamiento entre 2008 y 2014                             |
| |
| Deuda viva del ayuntamiento en miles de Euros según datos del Ministerio de Hacienda y Ad. Públicas. |

La deuda viva municipal por habitante en 2014 ascendía a 1.480,77 €.

## Patrimonio

### Monumentos religiosos

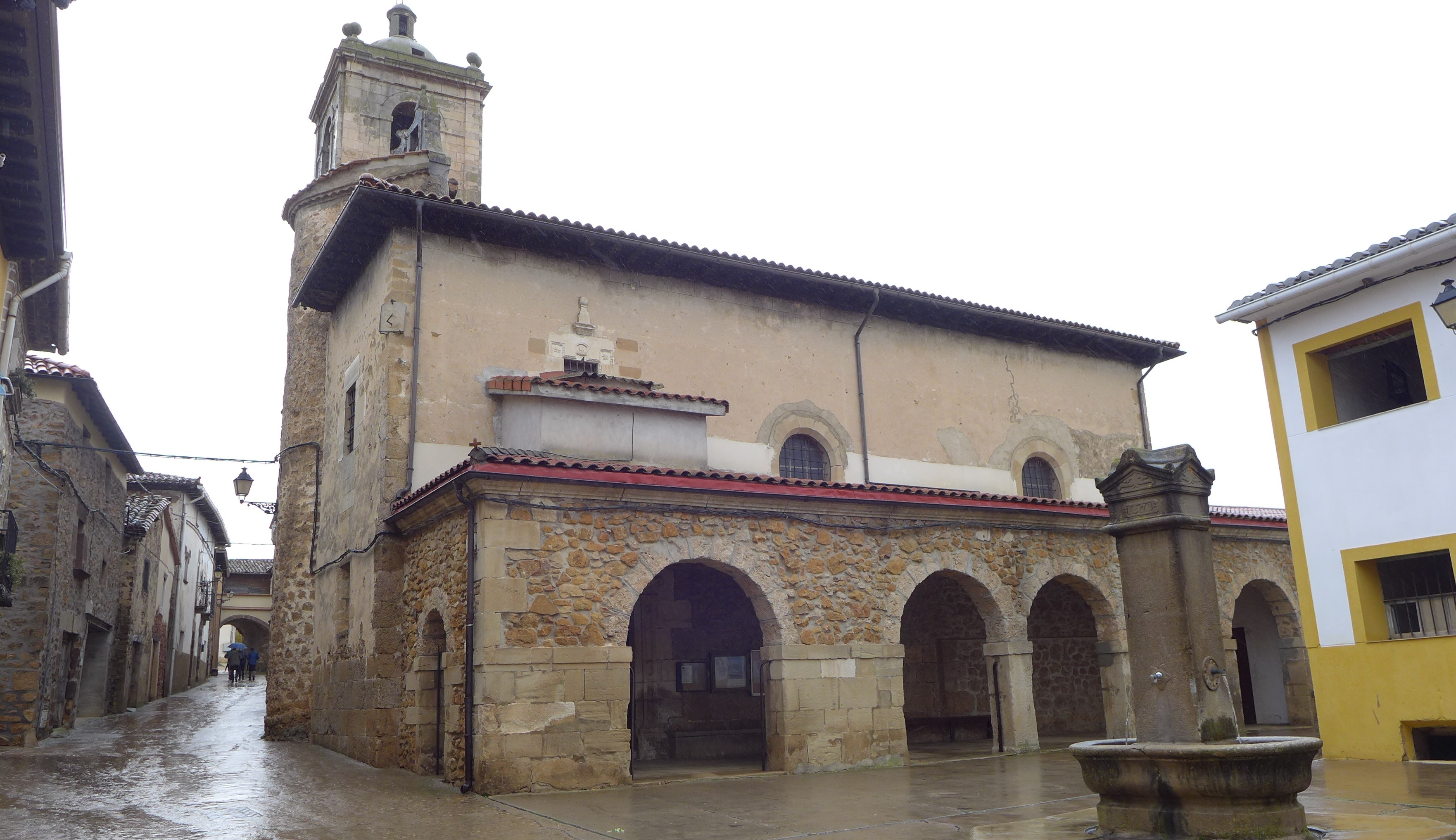
Parroquia de Santa María

#### Iglesia Parroquial de Santa María
De origen medieval, el edificio actual es gótico-renacentista con nave de dos tramos y cabecera en artesa cubierta por una bóveda estrellada y terceletes en la nave (siglo XVI). A fines del siglo XVI, Mateo del Pontón hace la sacristía y la torre de sillarejo con enmarques de sillería y aires herrerianos en el cuerpo de campanas.
Se accede al templo por una portada lateral de piedra de fines del XVIII. Posee arco rebajado y sobre este una hornacina que cobija una escultura de la Asunción de la Virgen.
En el interior, en el lado del Evangelio (a la izquierda del espectador) se encuentran la pila bautismal medieval; un Crucificado de comienzos del XVII; un retablo barroco cubierto de copiosa decoración de hojarasca y follajes, presidido por un "Ecce Homo"; otro retablo de 1768 de tipología plana y rígida con el interés de incluir rocallas.
En el lado de la Epístola (izquierda del espectador) destaca una talla sedente renacentista de la Virgen de Beatasis, concebida como una matrona romana, y que conserva su primitiva policromía.
En el corose guardan tallas procedentes de la ermita de Arquijas.
El retablo principal es obra plateresca tardía, comenzada por Juan de Ayala, terminada por su hijo Diego, y dorada por Diego de Arteaga a comienzos del XVII. Composición clásica pero ornamental, con ático triple con frontón triangular entre dos curvos. Tiene tres cuerpos articulados por columnas compuestas que crean tres calles y dos entrecalles y predela cuajada de grutescos con bustos en tondos y dos paneles esculpidos. Ofrece un rico programa escultórico en el que alternan alto relieves y esculturas de bulto redondo sobre la vida de la Virgen. Se caracterizan por presentar complejas composiciones con personajes de gran fuerza expresiva.
Se guardan en la sacristía una cajonería del siglo XVII, un armario del siglo XIX y un confesionario rococó. Pinturas barrocas y varias tallas de diferentes épocas y de estilo popular. Las piezas de orfebrería son en su mayoría del siglo XIX, comprendiendo: cálices, un relicario tipo ostensorio de esquema barroco y viril oval y otro con grueso nudo y sol oval; dos vinajeras de plata de esquema dieciochesco.

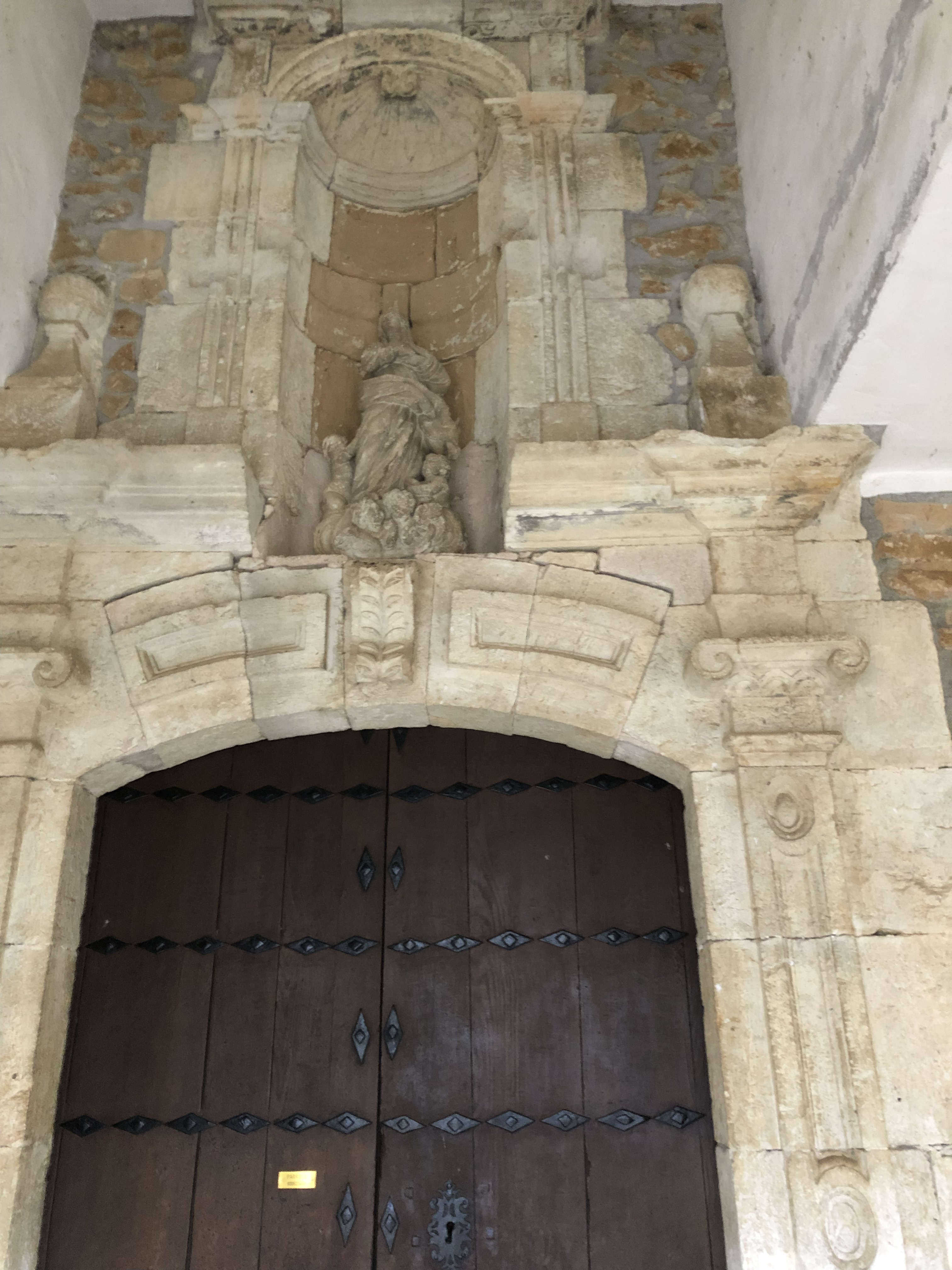
Portada de la parroquia

#### Ermita de Nuestra Señora de Arquijas
Construcción protogótica rural de planta de cruz latina con nave de dos amplios tramos rectangulares, crucero y cabecera recta de lados iguales. Si bien los alzados de robustos arcos apuntados sobre gruesos pilares se conservan en su estado original, la cubierta se rehace en el XVI en varios tramos, como la cabecera y la nave. En este mismo siglo se hace el coro con bella balaustrada de motivos geométricos, y se coloca a los pies del edificio, en el exterior, una hornacina plateresca de piedra. La portada es del siglo XIII. Del lado del Evangelio, una interesante pintura mural del segundo tercio del siglo XVI, de factura popular responden a un estilo italianizante y representa un Calvario con fondos de ciudad, santas y motivos a "candilieri" dispuestos en fajas en la bóveda del tramo. En el muro frontal del crucero, un retablo barroco que ha perdido como el resto, su imaginería, hoy en la parroquia. Del mismo estilo, con un solo cuerpo cubierto de abigarrada decoración, es el retablo mayor, presidido por un Crucificado del siglo XVII. En el otro colateral, un retablo semejante a su simétrico y un púlpito diagonal del siglo XVI. En la sacristía, hay pinturas en cubierta y en el frente de estilo semejante al de las de la nave.

#### Humilladero de Arquijas
Cercano al Puente de Arquijas, al lado de la carretera, existe un humilladero del siglo XVI con arco de medio punto y pórtico sobre columnas toscanas.

#### Ermita de Santa María de Beatasis

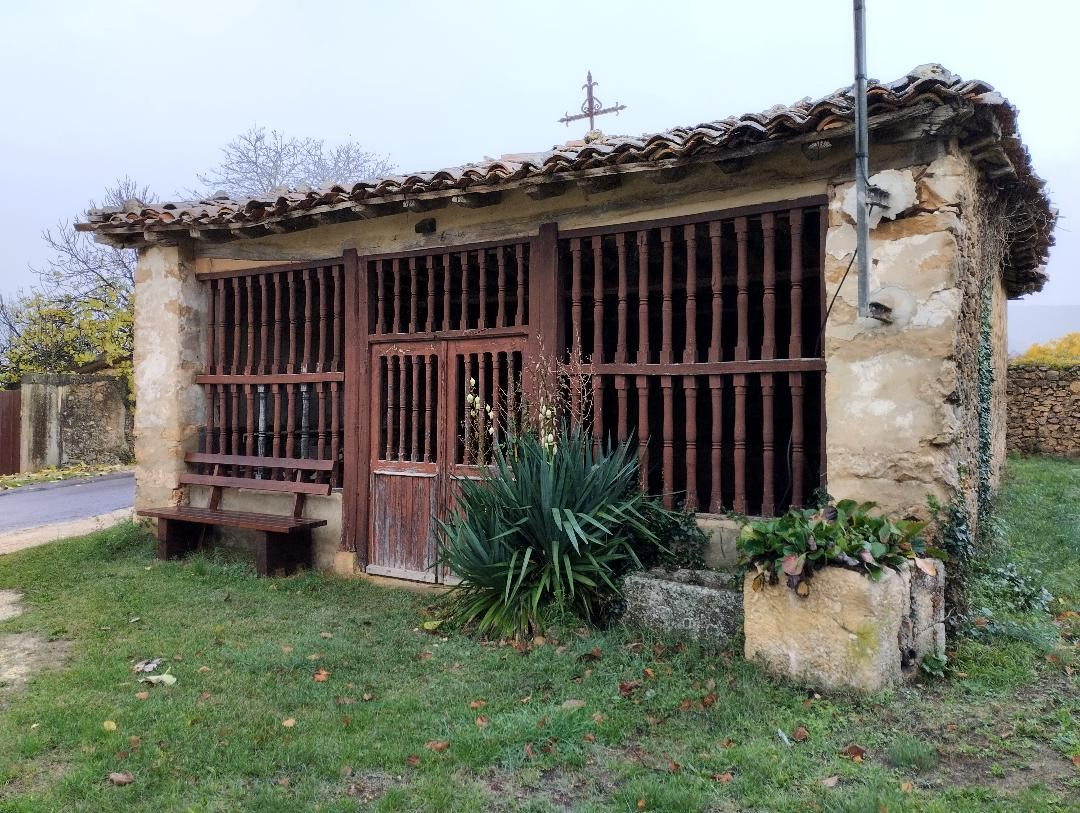
Ermita del Santo Cristo

De origen medieval, sólo conserva de esta época la cabecera recta con cubierta de medio cañón apuntado, ya que la nave es muy tardía. En el retablo mayor barroco, cuyo ático va presidido por una aparatosa placa de hojarasca, se ha trasladado la imagen de la titular y sólo se conservan otras dos de estilo popular de diferentes siglos.
La Ermita del Santo Cristo es una pequeña construcción de sillarejo, rectangular abierta en su frente delantero, protegido por reja de madera. La preside un Crucificado de comienzos del siglo XVII.
El pequeño Humilladero del siglo XVII, posee pórtico delantero y alberga una talla de Nuestra Señora de Arquijas, sedente con el Niño, de estilo hispano-flamenco.

### Monumentos civiles

#### Murallas
Constituye la villa un ejemplo de núcleo medieval propio de un trazado urbanístico de repoblación, Este núcleo se ha conservado sin notables modificaciones, protegido por un cinturón de murallas, del que todavía quedan en pie algunos lienzos y torreones aprovechados en casas y otras edificaciones. En la zona correspondiente a la calle Viviría, por el flanco sureste del recinto, aún puede verse un lienzo de sillarejo con una abertura para acceder a una bocacalle de la Bajera. Más hacia el norte, un torreón cilíndrico en esquina y más arriba otro cúbico, traspasado el cual se llega al arco que da entrada a la calle Mayor. Se observa también un torreón prismático.

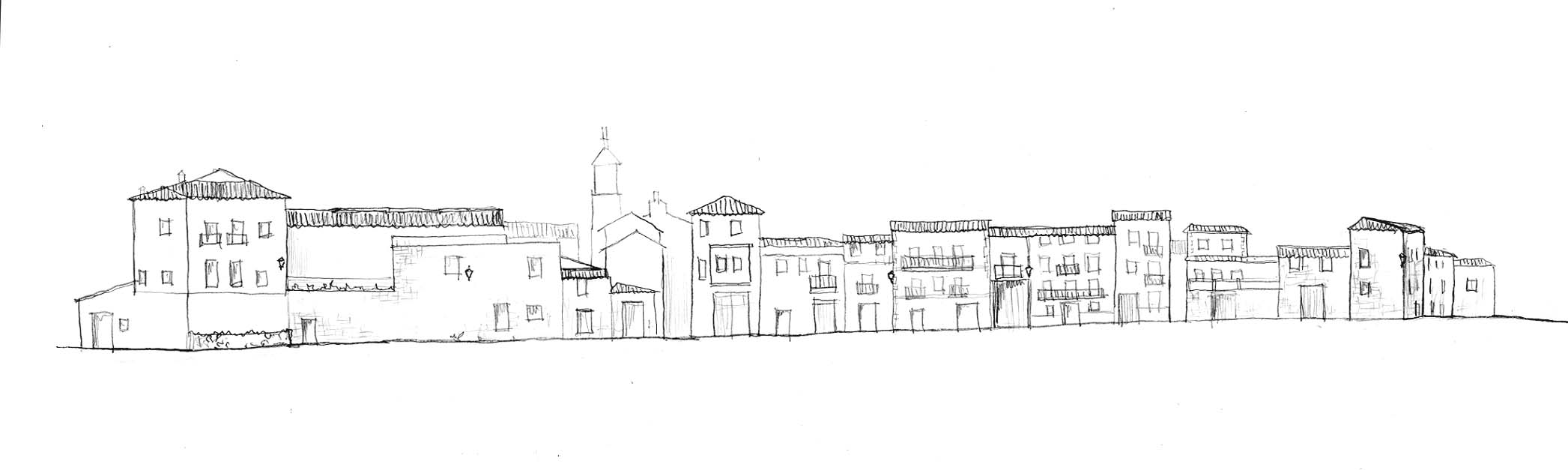
Frente oeste del cerco de la villa, muy transformado por las casas construidas sobre él, pero mantiene su trazado

#### Vía verde del ferrocarril Vasco-Navarro
La vía verde del ferrocarril Vasco-Navarro es una atractiva ruta de 76 km, entre la localidad jacobea de Estella-Lizarra y el puerto de Arlabán (muga entre Álava y Guipúzcoa). En Zúñiga, la vía verde muestra en su recorrido la parte más montañosa y salvaje de todo el trazado navarro. Este tramo se interna en el desfiladero atravesando directamente la montaña por el largo túnel, que con sus más de 1400 metros de longitud, constituye uno de los grandes atractivos de esta ruta por las frescas y cavernosas sensaciones que transmite. El túnel está dotado de iluminación en todo su recorrido. No menos gratificante resulta admirar el paisaje al cruzar el río Ega sobre el viaducto, reconocido como monumento artístico, con sus nueve arcos y sus 30 metros de altura.

#### Paisaje protegido de las huertas
Es una zona donde se encuentran las huertas de la localidad que data del siglo XVII, el único en navarra donde todavía permanecen las huertas en su estado original Un espacio de 900m de longitud situada al norte de la población, sobre el camino asfaltado que la une con Gastiain. A ambos lados del camino franquean muros de mampostería bien conservados y sendas acequias por las que transcurre el agua que riega las hortalizas y verduras que se cultivan en el lugar.

#### Muralismo en Zúñiga
“Colosal se erige a la entrada del pueblo. Además simboliza la unión entre los vecinos del pueblo. De hecho, el mural pintado en la parte trasera del frontón ha ayudado a que el pueblo recibiera el 1.º premio del concurso de embellecimiento de pueblos 2012 que otorga el Consorcio Turístico de Tierra Estella”. Así titulaba Diario de Navarra la noticia. Los dos murales han sido diseñados y realizados por los vecinos. Uno ejecutado en 2012 y representa la transición del Ferrocarril Vasco Navarro en Vía Verde y participaron 50 persona y el otro realizado en 2017 muestra el patrimonio cultural de Zúñiga, en el que han participado 56 personas.

## Cultura

### Deporte
Dispone de frontón.

### Fiestas
Las fiestas patronales se celebran la última semana de junio y la primera de julio.

## Personas célebres nacidas en la localidad

#### Anastasio Ochoa Ruiz de Zuazo
La película Tasio describe las andanzas de un personaje real, Anastasio Ochoa Ruiz (alias Tasio), carbonero libre y furtivo, nacido en Zúñiga (Navarra), en 1916 y que falleció en 1989, en el monte de Arkijas. Fue el carbonero en cuya vida se basó el cineasta Montxo Armendariz para realizar en 1984 la célebre película Tasio.